# Piarista központ (Budapest)
A budapesti piarista központ a piarista rend központi háza Budapesten, a Piarista utca, Váci utca, Szabadsajtó út és Március 15. tér által határolt területen, amely több intézménynek ad otthont: a Kalazanci Szent József tiszteletére szentelt kápolnának, a Piarista Gimnáziumnak, a Sapientia Szerzetesi Hittudományi Főiskolának, a Piarista Rend Magyar Tartománya tartományfőnökségének, gyűjteményeinek (könyvtár, levéltár, múzeum), a piarista rendháznak és a Kalazantinum növendékháznak.

## Előtörténete
A piaristák Pest városában 1717. november 7-én nyitották meg iskolájukat, miután az egy héttel korábban október 30-án kiállított alapítólevélben a városi tanács megígérte, hogy évente 600 forintot fordít a rendtagok ellátására, valamint iskolát és rendházat épít számukra. A piaristák első pesti háza közvetlenül az akkori városháza mellett, a belvárosi plébániatemplom szentélye mögött (a mai Sapientia főiskola helyén) állt. 1718-ban azonban Lenner János bíró megvásárolta számukra a jezsuiták félig kész pesti rezidenciáját a Kis utcában (az 1820-as évektől Galamb utca) és a Rondella utca (az 1830-as évektől Régi posta utca) sarkán. Ott nyílt meg 1718 őszén a gimnázium két fölső osztálya.
Mivel a diákság létszáma az 1750-es évekre már 500 fölé emelkedett, 1755-ben a piaristák megvásárolták az akkori Városház téren álló Eszterházy palotát, amelyet eredetileg Johann Heinrich Dietrich (bárói előnevén „von Glöckelsberg”) ezredes építtetett 1697 és 1703 között. A palota a mai gimnáziumi épületrész Duna felőli szárnyának helyén állt, telke pedig a mai Március 15. tér helyén, egészen a folyóig húzódott. Cörver János tartományfőnök a Városház téri telekre négyszögletes, egységes homlokzatú, impozáns épületet terveztetett. Ebből azonban csupán a plébániatemplom felé eső kétemeletes szárny készült el. 1762 novemberében oda költözött a tartományfőnökség és a pesti piarista rendház. Az iskola a régi Eszterházy-palotában kapott helyet. Ott szentelték föl 1761-ben a Kalazanci Szent József tiszteletére szentelt kápolnát is. Az épület Városház térre néző földszintjét üzletek vették bérbe.
A piarista telek a 19. század során később további épületekkel népesedett be. Kötő utcai részén Pest város tanácsa 1801 és 1803 között építtetett új elemi iskolát Kasselik Fidél építőmesterrel. Az elemi iskolának 1777-től 1858-ig folyamatosan voltak piarista tanárai. A telek délnyugati, Dunára néző sarkán álló épületszárnyat, amely a híres pesti klasszicista házsorba illeszkedett, Kasselik Ferenc építőmester emelte 1843 és 1845 között. Földszintjén üzletek, első emeletén a tartományfőnökség szobái, második emeletén pedig szerzetesi és konviktusi szobák kaptak helyet. Miután 1851-től a budapesti piarista gimnázium nyolc osztályossá bővült, a régi épület szűkössé vált. Ezért a rend 1862/1863-ban Gottgeb Antallal, a korszak egyik legtöbbet foglalkoztatott pesti építőmesterével egy háromemeletes keresztszárnyat építtetett föl a rendház addigi udvarán.

## Építése
A bővítések ellenére a rend nem volt megelégedve pesti épületegyüttesével, amelynek teljes átalakítását az 1903-ban elkészült Erzsébet híd és a pesti belváros újjárendezése is szükségessé tette. Mivel a hidat össze kellett kötni a Kossuth Lajos utcával, 1900 nyarán lebontották a régi városházát, a piaristák pedig 1911-ben régi telkük helyett megkapták a Városház teret, valamint a lebontott városháza helyét, tehát a Váci utca, Eskü út (ma Szabadsajtó utca) Piarista utca, és a Galamb utca (ma a Március 15. tér keleti oldala) által határolt területet, úgy, hogy kötelesek voltak a Kígyó utca folytatásában a Duna felé átjárót nyitniuk.
A piarista rend 1912-ben zártkörű pályázatot írt ki az új épület tervezésére, amelyet Hültl Dezső, a gimnázium egykori növendéke nyert meg. Az építkezés 1913-tól 1917-ig tartott, miközben a piarista rendház és iskola a régi épület megmaradt nyugati részben működött. A rendi teológiai főiskola, a Kalazantinum 1916 szeptemberében költözött be az új házba, a gimnázium 1917. február 14-én, a rendház pedig márciusban és áprilisban. Az építkezés igazi befejezését az jelentette, amikor 1918. október 19-én Várady Lipót Árpád kalocsai érsek fölszentelte az elkészült kápolnát.
A piarista székház kisebbik (Erzsébet híd felé eső) részét eredetileg a rendház és a tartományfőnökség, a nagyobbikat a gimnázium foglalta el, a legfölső (mai számozás szerint 5.) emeleten a Kalazantinum kapott helyet. A Váci utcai oldalon végig bolthelyiségeket alakítottak ki. Az Kígyó utca folytatásában levő átjáró (egykori neve „Piarista kapu”, ma Piarista köz) bejárata fölé Radnai Béla szoborcsoportja került, amely Kalazanci Szent Józsefet tanítványai között ábrázolja.
Az épület legreprezentatívabb belső tere a Kalazanci Szent Józsefet tiszteletére szentelt kápolna. A védőszentet ábrázoló oltárkép Dudits Andor műve (1918). A kápolnának eredetileg hat mellékoltára volt, egy-egy életnagyságúnál nagyobb méretű márványszoborral: Szent Péter (Damkó József), Áldó Jézus (Vass Viktor), Szent Pál (Damkó József), Szent István király (Istók János), Szűz Mária (Radnai Béla) és Szent László király (Holló Barnabás vázlata alapján Istók János). (Ezek ma a gimnázium folyosóin állnak.) A színes üvegablakokat Róth Miksa műhelye, a tölgyfabútorzatot pedig Thék Endre gyára készítette.
Később a gimnázium lépcsőházába is több műalkotás került. Az első emeleti csarnokban (amely ma a 2. emeleti tanácsterem) állították föl 1930-ban Szent Imre herceg szobrát (tervezte Vastagh László, kivitelezte Derzsy Gergely).

## Az épület sorsa
A piaristák 1953-ig használhatták saját épületüket. Akkor a kommunista hatalom követelésére el kellett hagyniuk, hogy helyükre az Eötvös Loránd Tudományegyetem Bölcsészettudományi Kara költözhessen. A kápolnát Egyetemi Színpaddá alakították át. A piarista rendház és gimnázium 58 évig a Józsefvárosban, a Mikszáth Kálmán téren, a Szent Szív (Sacré Coeur) nővérek egykori Sophianum gimnáziumának épületében működött.
A kommunista diktatúra megszűnésekor után a rend elsőként a kápolnát kapta vissza 1991 decemberében (ahol addig az Egyetemi Színpad működött). Ezt követően László Tamás, Tóth László és Csepely-Knorr Kristóf tervei szerint alakították át az új liturgikus követelményeknek megfelelően, de a kápolna eredeti, neobarokk formavilágához igazodva. 
Miután az egyetem 2000-ben teljesen elhagyta az épületet, déli (kisebbik) részét László Tamás tervei szerint 2001 és 2002 között a Sapientia Szerzetesi Hittudományi Főiskola céljára alakították át. Lebontották az egyik lépcsőházat, és az így megnagyobbított belső udvart üvegtetővel fedték be. Ide kerültek Szent Péter és Szent Pál szobrai (Damkó József művei), amelyek korábban a kápolna egy-egy mellékoltárán álltak. 2003 nyarán a piarista tartományfőnökség és a növendékház (Kalazantinum) is beköltözött az épületbe.
A nagyobbik (északi) rész felújítása anyagi problémák miatt évekig húzódott. A munka végül 2006-ban kezdődött meg Golda János, Mészáros Erzsébet és Kovács Zoltán tervei szerint, és 2011-re fejeződött be, amikor a gimnázium, a rendház, a könyvtár és a levéltár is ide költöztek. A felújítás során a házban sok minden változott. A legfontosabb új elem az iskolai udvar középen elhelyezett gimnáziumi tornaterem, egy új „ház a házban”, amelynek földszintje rendezvényteremként, tetőzete pedig a gimnázium udvaraként szolgál. Ugyanakkor a kápolna is új, minimalista indíttatású belső elrendezést kapott. A régi szentély helyett kiemelt „plánum” készült, amely nemcsak hagyományos „szentélyként”, hanem kisebb közösségek külön liturgikus tereként is szolgálhat.

## Az épületben működő intézmények

### Egyházi intézmények
- Piarista Rend Magyar Tartománya (Piarista Tartományfőnökség)[1]
- Rendalapító Szent Atyánk tiszteletére alapított budapesti piarista rendház[2]
- Kalazanci Szent József tiszteletére alapított Kalazantinum rendház[3]
- Kalazanci Szent József piarista kápolna[4]
- Magyarországi Szerzeteselöljárók Konferenciáinak Irodája[5]

### Oktatási intézmények
- Piarista Gimnázium
- Sapientia Szerzetesi Hittudományi Főiskola

### Gyűjtemények
- Piarista Rend Magyar Tartománya Központi Könyvtára[6]
- Piarista Rend Magyar Tartománya Központi Levéltára[7]
- Piarista Múzeum[8]

### Civil szervezetek
- Piarista Diákszövetség[9]